# Horstedt (Prinzhöfte)
Horstedt ist ein Ortsteil der Gemeinde Prinzhöfte, die zur Samtgemeinde Harpstedt im niedersächsischen Landkreis Oldenburg  gehört.

## Geografie und Verkehrsanbindung
Horstedt liegt südöstlich des Kernbereichs von Prinzhöfte und nördlich des Kernbereichs von Harpstedt. Am westlichen Ortsrand fließt die Delme und am östlichen Ortsrand der Annengraben. 
Der Ort liegt südlich der A 1. Weiter nordwestlich verläuft die B 213.

## Geschichte
Horstedt wurde erstmals 1250 erwähnt. Am 1. März 1974 wurde Horstedt zusammen mit Klein Henstedt nach Prinzhöfte eingegliedert.